# Poroma (gemeente)
Poroma is een gemeente (municipio) in de Boliviaanse provincie Oropeza in het departement Chuquisaca. De gemeente telt naar schatting 18.670 inwoners (2018). De hoofdplaats is Poroma.